# 낙천정 터
낙천정 터(樂天亭 터)는 조선시대의 정자이다. 각종 사료에 낙천정의 원위치는 대산(臺山)의 정상과 200m 이상 떨어져 있는 것으로 확인되었다.

## 해제 사유
현재 문화재로 지정된 터가 조선왕조실록 등 각종 사료에 낙천정의 원위치로 기록되어 있는 대산(臺山)의 정상과는 200m 이상 이격해 있는 것으로 과거의 항공사진 등으로 확인되었고, 1991년 조성된 정자 역시 낙천정의 원형이 확인되지 않은 상태에서 조선 전기 양식이 아닌 형태로 신축된 건물이므로 동 건물이 위치하고 또 문화재로 지정된 터가 서울특별시 기념물로서의 가치를 계속 유지할 만큼의 역사성을 보유하고 있다고 보기 어렵다.

### 현지 안내문
조선시대 태종(재위 1400∼1418)이 왕위에서 물러나 편히 쉬던 정자가 있던 곳으로, 어사각이라 불리기도 하였다. 1417년 9월에 짓기 시작하여 세종 1년(1419)에 완성되었으나, 지금의 낙천정은 1991년에 새로 지은 것이다.
앞면 3칸·옆면 2칸 규모이며, 지붕은 옆면에서 볼 때 여덟 팔(八)자 모양인 팔작지붕이다. 지붕 처마를 받치기 위해 장식하여 만든 공포는 기둥 위에만 있는 주심포 양식으로 꾸몄다.

## 참고 문헌
본 문서에는 서울특별시에서 지식공유 프로젝트를 통해 퍼블릭 도메인으로 공개한 저작물을 기초로 작성된 내용이 포함되어 있습니다.